# Хоронжець
Хоронжець (пол. Chorążec) — село в Польщі, у гміні Жабно Тарновського повіту Малопольського воєводства.
Населення — 205 осіб (2011).
У 1975—1998 роках село належало до Тарновського воєводства.

## Географія
Селом тече річка Жабниця.

## Демографія
Демографічна структура станом на 31 березня 2011 року:
|          | Загалом | Допрацездатний вік | Працездатний вік | Постпрацездатний вік |
| -------- | ------- | ------------------ | ---------------- | -------------------- |
| Чоловіки | 99      | 26                 | 66               | 7                    |
| Жінки    | 106     | 33                 | 57               | 16                   |
| Разом    | 205     | 59                 | 123              | 23                   |